# Sergent d'arme
Cet article possède un paronyme, voir Gendarme.

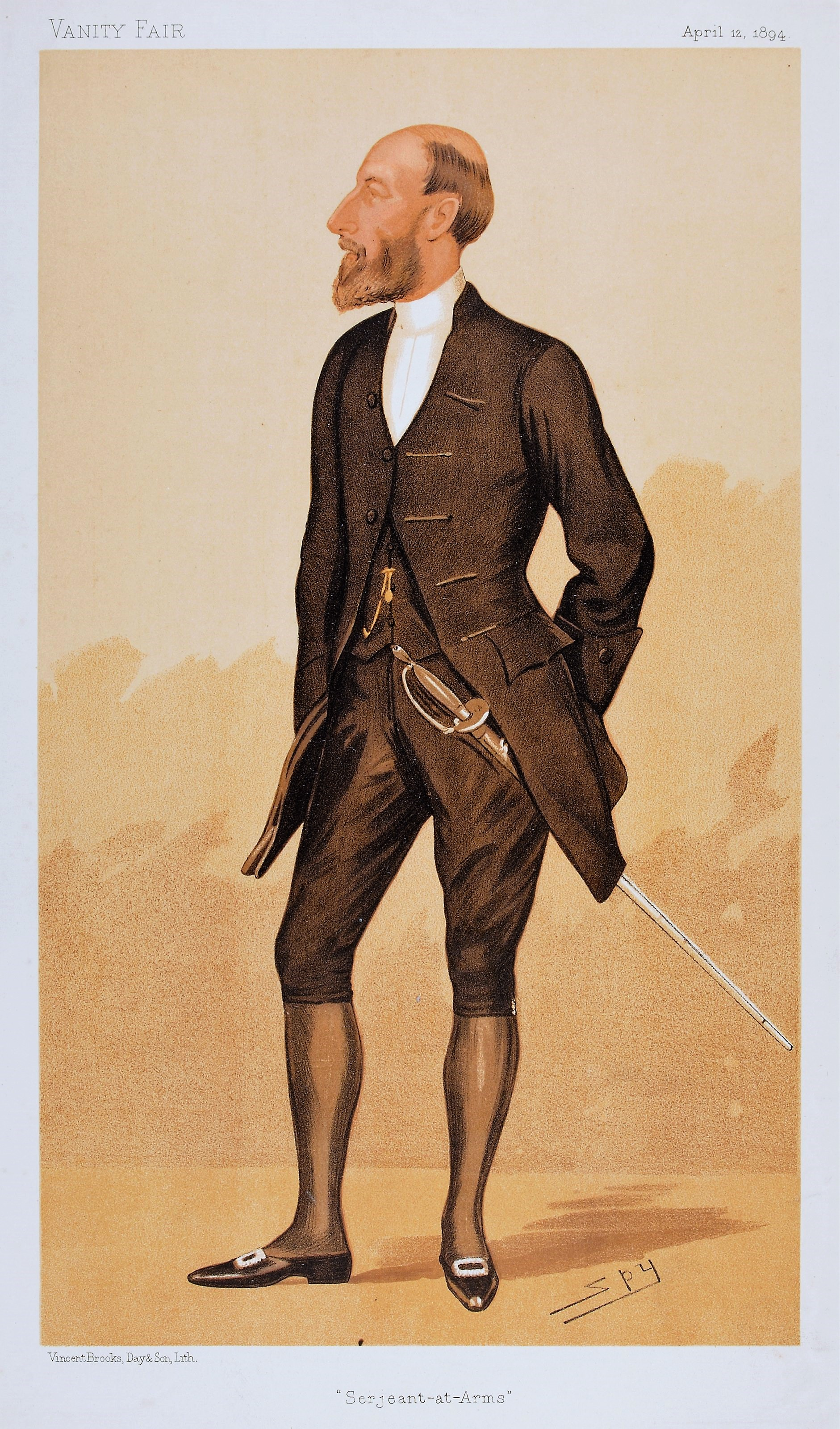
Sir Henry Erskine, sergent d'arme à la Chambre des communes du Royaume-Uni, caricaturé par Vanity Fair (1894).

Un sergent d'armes est un officier nommé par une assemblée délibérante, généralement législative, afin de maintenir l'ordre lors des rencontres. 
Dans le système de Westminster, le sergent d'armes (en anglais Sergeant at Arms) est un rôle spécifique qui est généralement occupé par un soldat à la retraite, un officier de police ou un autre type de fonctionnaire possédant une certaine expérience en sécurité. Il est généralement le porteur de la masse cérémonielle.
Par imitation, plusieurs autres organisations ont créé leur sergent d'armes. Le terme est même utilisé par certains groupes de motards criminalisés pour désigner un membre responsable de la discipline et de la sécurité.

## Origines
Le mot « sergent » provient du latin serviens, signifiant « servant ». Il désigne principalement deux fonctions : la première militaire, et la seconde gouvernementale. Bien que ces fonctions ne soient pas mutuellement exclusives, elles sont très différentes.
Dans le domaine militaire, le sergent était d'abord le servant d'un chevalier. Il pouvait combattre dans la cavalerie légère ou lourde ainsi que dans l'infanterie. Plusieurs mercenaires médiévaux connus ont ainsi été qualifiés de « sergents » dont, notamment, les arbalétriers  et lanciers flamands. 
La fonction de sergent est apparue en Angleterre au cours du Moyen Âge afin de servir de police à un monarque, de manière semblable à un bailli. Le sergent d'armes est la plus vieille forme de garde du corps de l'Angleterre, datant officiellement de l'époque de Richard Cœur de Lion (~1189).
À l'origine, les responsabilités du sergent d'armes comprenaient la « collecte de prêts, contraindre les hommes et les navires, servir l'administration et la justice locales » ,. Vers 1415, la Chambre des communes du Royaume-Uni accueille son premier sergent d'armes (en anglais Sergeant at Arms). Depuis cette époque, le poste est une nomination royale. La Chambre des lords possède un poste similaire.
Dans les législations modernes, le rôle du sergent d'armes est de garder l'ordre lors des rencontres et, si nécessaire, de sortir physiquement tout membre nuisant à celui-ci (bien que ce rôle soit de moins en moins sollicité). Un sergent d'armes est généralement un soldat à la retraite, un officier de police ou un autre type de fonctionnaire possédant une certaine expérience en sécurité. 

## Par pays

### Australie
La Chambre des représentants d'Australie possède un sergent d'arme.

### Bangladesh
Le sergent d'armes est l'officier senior du parlement national (Jatio Sangshad).

### Canada
Fonctionnaire chargé de la protection des parlementaires dans la salle des séances, le sergent d'armes est gardien de la masse qu'il porte à l'ouverture et à la fin des séances .
Le sergent d'armes est l'officier senior de la Chambre des communes du Canada. Il est nommé par le Gouverneur général du Canada.
Conformément au Règlement de la Chambre, le sergent d’armes maintient l’ordre dans les tribunes, les antichambres et les couloirs et a la responsabilité de mettre en état d’arrestation les étrangers qui se conduisent mal dans les tribunes. Ce poste est traditionnellement occupé par des officiers de l’armée .
Les assemblées législatives provinciales ont également un sergent d'armes.

### États-Unis
Les deux chambres du Congrès des États-Unis possèdent un sergent d'armes : celui de la chambre des représentants et celui du sénat.